# Selkäsaari (ö i Södra Savolax, S:t Michel, lat 61,72, long 27,51)
Selkäsaari är en ö i Finland. Den ligger i sjön Toplanen och i kommunen Sankt Michel i den ekonomiska regionen  S:t Michel och landskapet Södra Savolax, i den södra delen av landet, 220 km nordost om huvudstaden Helsingfors. Öns area är 0,3 hektar och dess största längd är 80 meter i nord-sydlig riktning.